# La Géode
Pour les articles homonymes, voir Géode.
La Géode est un bâtiment de type dôme géodésique, proche d'une sphère, situé dans le parc de la Villette, dans le 19e arrondissement de Paris, inauguré en 1985.
C'est également une salle de cinéma et une société de distribution de film, adhérent au Syndicat des distributeurs indépendants.
Conçue par l'architecte Adrien Fainsilber, elle est inaugurée le 6 mai 1985 par le président de la République François Mitterrand. D'autres salles hémisphériques existent en France, mais celle-ci constitue la seule de la région parisienne, depuis la fermeture du Dôme de La Défense en 2001. Bien que la Géode ait ouvert ses portes une année avant la Cité des sciences et de l'industrie, elle lui est aujourd'hui rattachée.

## Historique
De 1985 jusqu'à sa privatisation, la Géode était dirigée selon une société d'économie mixte qui expire en 2017. Un contrat donnait la mention « occupation temporaire du domaine ». Les actionnaires principaux étaient Universcience (51 %), la caisse des dépôts (16 %). Elle était néanmoins indépendante de la cité des sciences, avec ses propres salariés. Elle ne touche aucune subvention mais doit verser, pour les charges, chaque année 800 000 € au CNC et 400 000 € à Universcience.
Bâtiment futuriste à la fin des années 1980, il est l'incarnation de la technologie de l'époque et sert à de nombreuses activités et de décor pour le tournage de clips, le plus emblématique étant la vidéo du titre Vivre ailleurs de Jakie Quartz, à peine un an après son inauguration, où l'on observe le dôme sous tous les angles.

### Renouvellement de son image
Victime de la banalisation des nouvelles technologies de l'image toujours plus immersive et qualitative (3D, réalité virtuelle, IMAX, Dolby Atmos…) la fréquentation de la Géode, qui s'élevait à un million de personnes en 1985, 1 070 000 en 1991, 846 000 en 1996 chuta de moitié dans les années 2000, pour tomber finalement à moins de 300 000 en 2016. Alors que le nombre de salariés était proche de la centaine dans les années 2000, il dépassait à peine la dizaine lors de la fermeture de la salle le 30 novembre 2018 pour travaux à la suite de sa reprise par Pathé : l'intérieur de la salle était vétuste et les travaux de rénovations estimés entre 3 et 6 millions d'euros ; la réouverture de la salle (et de ses espaces adjacents) était initialement prévue fin 2020 sous une configuration tenue secrète par les acteurs concernés.
Avec l'expiration du statut d'économie mixte, le cinéma a été privatisé. Trois repreneurs se sont manifestés : Pathé, qui possède plusieurs multiplexes, la Compagnie des Alpes, qui gère le Futuroscope et des salles OMNIMAX et GL Events dont le projet est de reconvertir la Géode en centre de congrès,. Pathé a été retenu en septembre 2017 et un projet de modernisation est finalisé début 2018.

## Bâtiment

Panorama du Parc de la Villette - Cité des sciences et de l'industrie

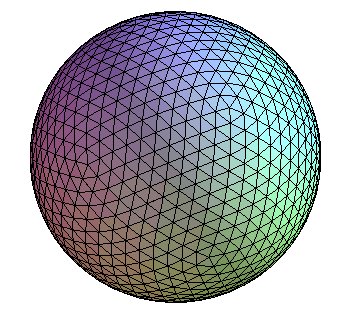
Le modèle de La Géode est une géode par triangularisation, à partir d'un icosaèdre dont chaque arête est divisée en 10

La Géode constitue un bâtiment séparé derrière la Cité des sciences et de l'industrie.
Compte tenu des difficultés rencontrées dans sa conception, l'enveloppe sphérique a fait l'objet d'un concours conception-construction particulier intervenu après l'attribution à Adrien Fainsilber du projet global d'aménagement du parc de la Villette. Ce concours a été remporté par le groupement Smac-Acieroïd/Multicub[réf. souhaitée]. La structure géodésique est constituée d'un certain nombre de couches, un peu à la manière d'un oignon. La couche externe et visible est une géode par triangularisation de 36 m de diamètre, composée de 6 433 triangles sphériques en acier poli qui réfléchissent la lumière, un peu à la manière d'un miroir. Ces triangles d'un mètre vingt de côté sont fixés sur une fine ossature métallique reprenant la même structure géodésique en triangle, constituée de 2 580 barres en tubes d’acier. Les triangles en acier ne sont pas jointifs, pour ne pas compromettre l'effet « miroir » et pour permettre aux triangles de se dilater sous l'effet de la chaleur. L'eau s'infiltrant entre eux est recueillie dans le bassin entourant la géode.

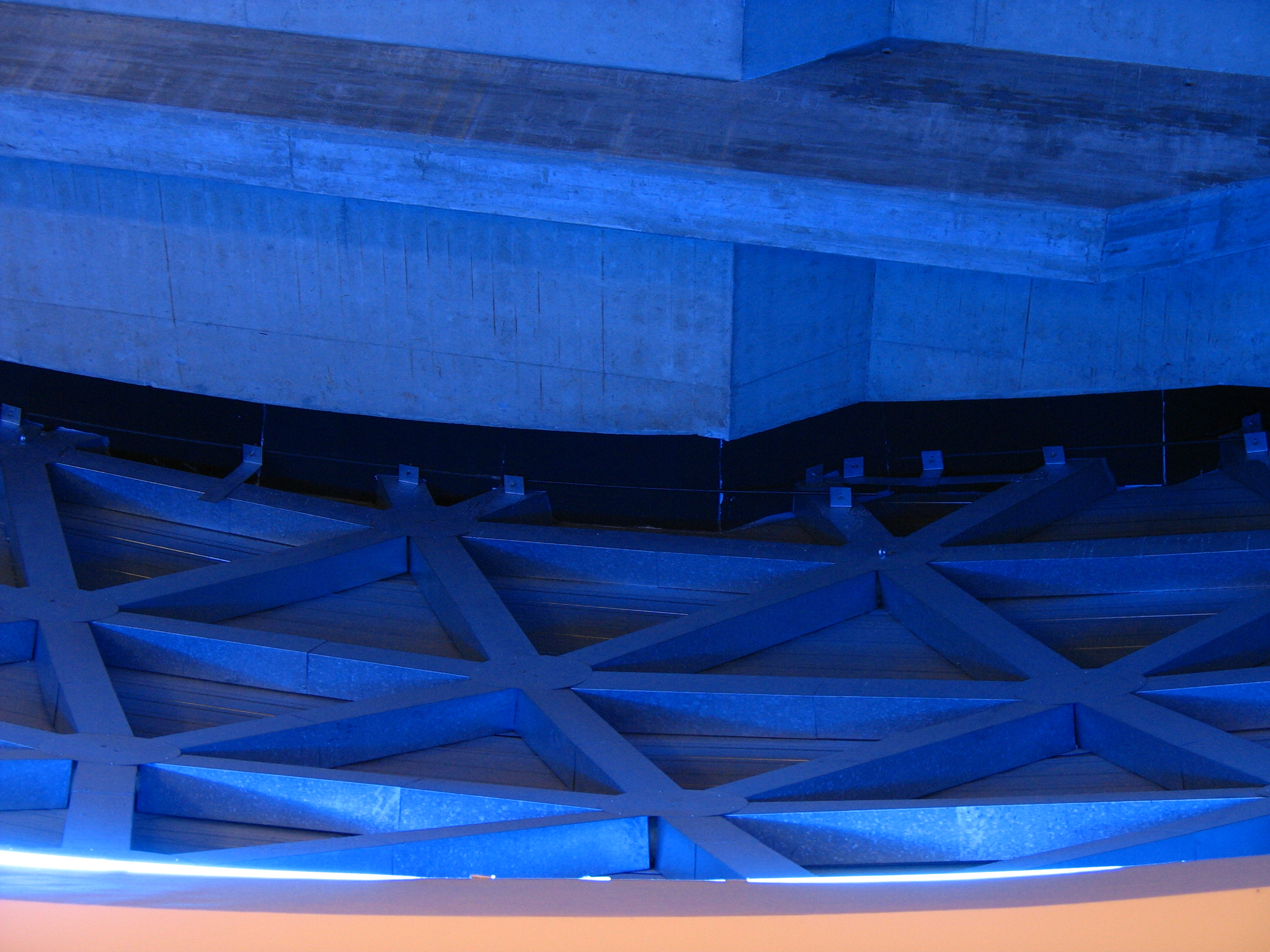
Vue intérieure de l’armature métallique principale, reprenant la structure géodésique des triangles de surface.

En dessous de cette couche externe se situe l'armature métallique principale constituée de tubes creux en acier, reprenant toujours la même structure géodésique, sur laquelle reposent plusieurs couches assurant respectivement l'isolation thermique et phonique, ainsi que l'étanchéité. La protection incendie de la structure est assurée par des coquilles en laine de roche protégées par des capotages en acier galvanisé.
Encore plus à l'intérieur, et tout à fait indépendamment de la structure externe, se situe la structure abritant la salle de cinéma. Il s'agit d'une construction sphérique en béton armé de 6 000 tonnes, soutenue par un pilier central de 17 m de haut. Les sièges sont inclinés à 27°.
Sa construction et son aménagement ont coûté 130 millions de francs.
Avant de choisir le nom de « Géode », à la suite d'une grande séance de créativité, plusieurs noms avaient été imaginés pour nommer l'édifice, tels que « Bouboule », « Irma », « Minouchette », « Double Zéro » ou même « Zézette ». Mais « La Géode » fut retenue par sa similitude avec une géode minérale (cœur d'améthyste entourée d'une gangue sphérique en silice).

## Salle de cinéma
À l’origine, des films y étaient projetés au format de pellicule IMAX décliné en OMNIMAX (aussi appelé Imax Dome) sur un écran hémisphérique géant de 26 mètres de diamètre et de 1 000 m2. Les films diffusés duraient environ une heure.
En 2007, le projecteur d’origine est remplacé par un nouveaux projecteur à technologie numérique, améliorant sensiblement la qualité des images diffusées. 
La Géode, qui comptait douze enceintes quatre voies quadriamplifiées, fut sonorisée par l'entreprise française Cabasse. L'extrême grave (20 Hz-80 Hz) était restitué par six caissons équipés de deux haut-parleurs de 55 cm montés en push pull permettant d'obtenir un niveau acoustique moyen de 120 dB dans la salle.
La salle dans sa configuration originelle ferme le 1er décembre 2018. 

### Rénovation
En 2024, à la suite de l’acquisition du cinéma de la Géode par le groupe Pathé, la salle a été entièrement rénovée afin d’améliorer considérablement l’expérience du spectateur.
Elle est désormais équipée d'un nouvel écran hémisphérique, spécialement conçu pour la projection en 4K. Par ailleurs, la salle dispose d'un nouveau projecteur laser 4K, accompagné d’une sonorisation IMAX 6.0. Les sièges ont également été changés et leur nombre, quant à lui, a été réduit à 300, contre 400 auparavant, pour offrir un confort optimal.
La réouverture a eu lieu le 18 décembre 2024, après six ans de travaux.

## Clepsydre
Dans le bassin où semble flotter la géode, 12 plots dotés de haut-parleurs sont disposés autour de la Géode en forme de cadran d'horloge. Des sons émis par ces plots marquent les heures, minutes et secondes, exploitant les réflexions sur l'eau et sur les parois de la Géode pour créer des sons indirects. Ce système a été mis en place en 1990 par Louis Dandrel.

## Événements
- Le 29 novembre 2003, à l'occasion du lancement du ballon Roteiro d'Adidas, la Géode est transformée en seulement une matinée, en ballon de football géant. Cette installation durera un mois.

- En mai 2010, à l'occasion de la célébration des 25 ans de la Géode, un pelliculage géant « 25 » inscrit en rose est accolé sur les façades Nord et Sud de la Géode.

- À l'occasion de la Nuit blanche 2018, la Géode est transformée en une monumentale bobine Tesla, lançant des sons menaçants et des décharges électriques accompagnées de brume et de jeux de lumière.

#### Bases de données et dictionnaires
- Site officiel
- Ressources relatives à l'architecture :   - PSS
  - Structurae
- Ressource relative au spectacle :   - Carthalia